# タイプとトークンの区別
タイプとトークンの区別（英: Type-token distinction）とは、対象のクラス（タイプ）と、そのクラスに属する個々の事例（トークン）の区別である。タイプとトークンという対概念は、チャールズ・サンダース・パースによって導入された。
例えば、ガレージにあるあなたの特定・個別の自転車は、「自転車」というタイプの中のトークンとして理解される。このトークンとしての自転車は、時空の中の特定の位置を占めているが、タイプとしての自転車はそうではない。「最近自転車の人気が高まっている」と言うとき、この「自転車」はタイプとしての自転車を指して言っているのに対して、「あなたのガレージの中の自転車」と言うときの「自転車」はトークンとしての自転車である。
タイプは時空間に位置を持たない抽象的対象と考えられ、これは「特定の対象（particulars）」が時空間に位置を持っているのと対照的である。この「特定」という用語は単純に言えば「具体的で物理的な対象」というような意味である。タイプがトークンをまったく持たない場合も考えられる。例えば「二つの素数の和でないような偶数（ゴールドバッハの予想）」というタイプには、トークンが存在しない。